# ОШ „Саво Јовановић Сирогојно” Рожанство
ОШ „Саво Јовановић Сирогојно” ИО Рожанство, насељеном месту на територији општине Чајетина, подигнута је у периоду од 1921—1923. године.

## Историја школе
Иницијатива за подизање школе потекла је од мештана после Првог светског рата и пошто се нису успели да сложе са мештанима суседног села Алин Поток, око изградње једне заједничке школе, изграђене су школе у оба ова села. Подигнута је средствима 397 појединаца, а одређену финансијску помоћ пружило је и Министарство просвете, Окружни школски одбор Ужице, а први учитељ био је Ђорђе Радибратовић. Интересантно је поменути да су многе удовице ратника из Првог светског рата, дале значајне новчане прилоге за подизање школе, са једном жељом да се на школској згради подигне спомен-плоча погинулим ратницима. То је и учињено, тако да и данас на тој згради стоје спомен-плоче са именима преко 115 рожанских ратника. Након Другог светског рата додате су нове плоче са именима војника страдалих и у овом рату. Године 1935. поред школе је подигнута стамбена зграда, за то време модерна и комфорна, са два двособна стана за учитеље. За време Другог светског рата школа је радила са прекидима.
Три године по завршетку рата, од бомбе која је остала из рата, двоје ученика је погинуло, а више њих било повређено. После ослобођења школа је почела са нормалним радом као четворогодишња основна школа „Ратомир Мићић”- школи је дато име једног од бивших ученика, који је погинуо у НОБ-у. У овом периоду, упоредо са редовном наставом, одржавани су и аналфабетски течајеви за описмењавање одраслих, домаћичко просвећивање женске омладине, тако да је школа и са ове стране одиграла велику улогу у преображају села, мењању начина живота и навика. Школа је 1953. године прерасла у шестогодишњу и пошто није имало довољо школског простора, као учионице су коришћени и учитељски станови. Због потребе за већим школским простором, 1955. године изграђена је нова школска зграда. 
Иако је грађена са намером да буде потпуна осмогодишња школа, она је због недовољног броја ученика, радила као шестогодишња, а ученици су настављали школовање у Сирогојну, Равнима, Чајетини, Ужицу, све до 1965. године када је припојена основној школи „Саво Јовановић Сирогојно” у Сирогојну у чијем саставу се и данас налази. Као шесторазредна, школа је радила све до 1974. године када је, због наглог смањења броја ученика, најпре укинут шести разред, да би већ 1976. године школа постала четворогодишња и као таква и данас ради. После 35 година коришћења ове школске зграде дошло је до пуцања зидова, отпадања делова плафона, тако да је 1989. године школа пресељена у адаптиране просторије стамбене зграде, коју нико није користио и ту се и данас налази.

## Зграде школе
Прва подигнута школска зграда из 1923. године имала је следеће просторије: једну учионицу, ходник и канцеларију у једном делу, а стан за учитеља од три просторије и предсобља у другом делу. Ова школска зграда је 50-их година 20. века адаптирана и коришћена је за културно-друштвене манифестације. Пошто је 1953. године школа у Рожанству прерасла у шестогодишњу основну школу, указала се потреба за већим школским простором, тако да је 1955. године саграђена нова школска зграда, средствима самих мештана Роженства, као и мештана Алиног Потока и села Голова и  уз финансијску помоћ Среског одбора у Чајетини. 
Школска зграда из 1955. године коришћена је све до 1989. године, када је школа премештена преко пута у адаптиране просторије стамбене зграде, коју нико није користио. Због дотрајалости, лоше градње или слегања тла, зидови на старој згради почели су да пуцају, делови плафона да отпадају и постало је ризично одржавати наставу у таквим просторијама. Тада је у Рожанству радила и добро пословала Земљорадничка задруга „Златибор” која је понудила помоћ у решавању овог питања. Школска управа и руководећи људи из задруге договорили су се да школа уступи задрузи део школског простора (две учионице, канцеларије и два учитељска стана), а да задруга о свом трошку адаптира стамбену зграду (коју нико није користио) за потребан школски простор. 
И тако је 1989. године почела са радом школа у трећој школској згради, која је била једна од најмодернијих и најфункционалнијих четворогодишњих школа на овом подручју. Школа има две учионице, наставничку канцеларију, просторију за ђачку кухињу, пространи хол за трпезарију и ђачку библиотеку, обезбеђено централно-парно грејање, асфалтирани полигон за извођење наставе физичког васпитања, а на спрату се налази један стан за учитеље. Школа и данас ради у овој згради.